# Kokotská studánka

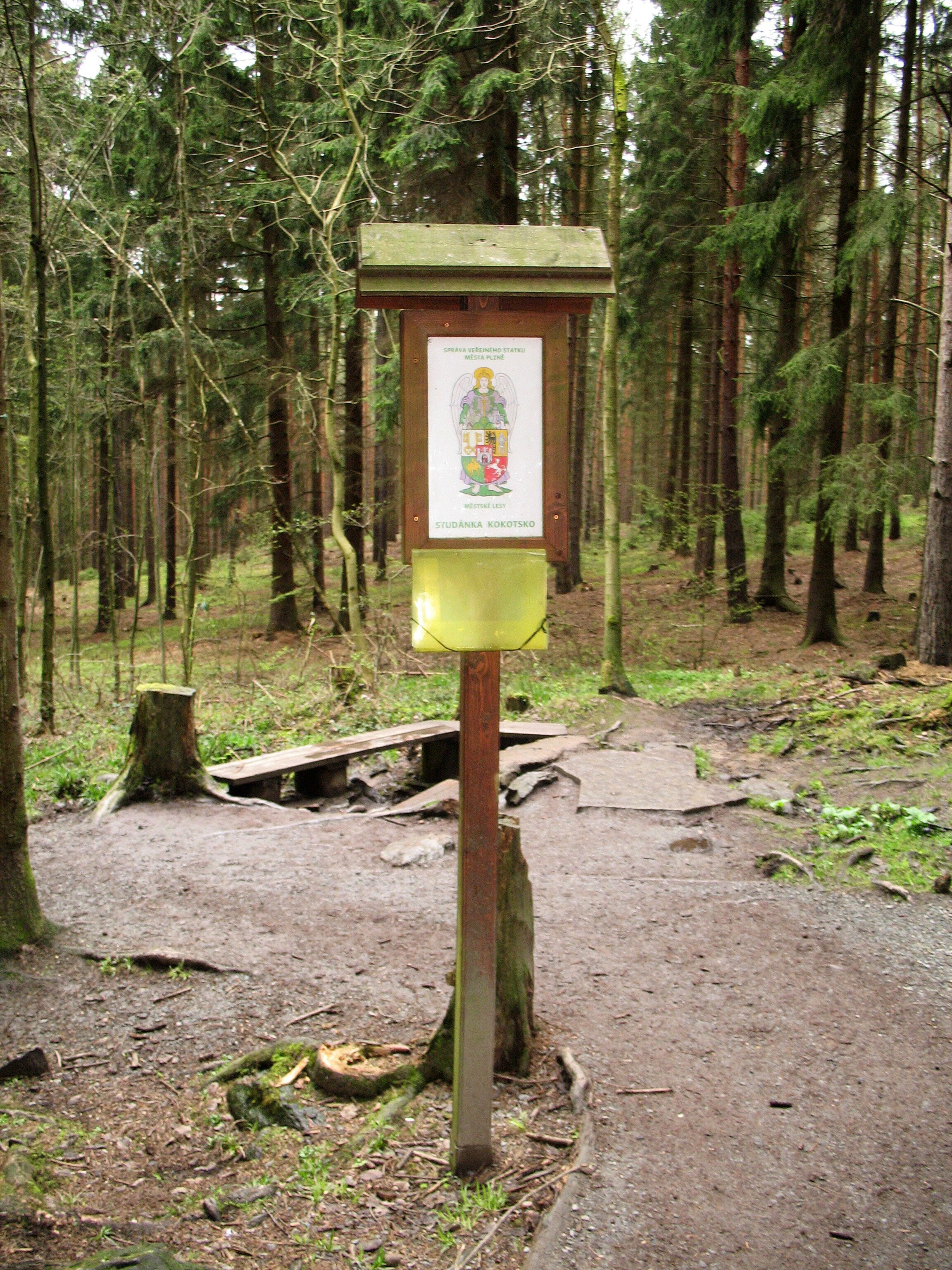
Kokotská studánka

Kokotská studánka je studánka s pravidelně udržovaným zdrojem vody, nacházející se v nadmořské výšce 438 m v Kokotském lese poblíž vrcholu Kokot (501 m n. m.) nedaleko od obcí Chrást, Smědčice, Bušovice, Vitinka, Osek, Litohlavy a Nová Huť, která je ze zmíněných obcí studánce nejblíž. K studánce se lze dostat buď z odbočky ze silnice číslo 2326, spojující obce Litohlavy a Smědčice, nebo jako součást pěší túry po okružní naučné stezce Kokotské rybníky, která byla otevřena v červenci roku 2010 a činí 10 km, s 11 zastávkami. Necelý kilometr od studánky se nalézá studánka u Čůráčku, která též spadá do naučné stezky Kokotské rybníky. Kvalita vody až do roku 2012 nebyla vyhovující, až po novém rozboru z ledna roku 2013 byla prokázána pitnost vody a studánka se stala hojněji navštěvovanou. Další testování vody proběhlo v lednu roku 2015 a 2018.
Jméno vychází ze staročeského slova kokot znamenajícího kohout.

### Reference

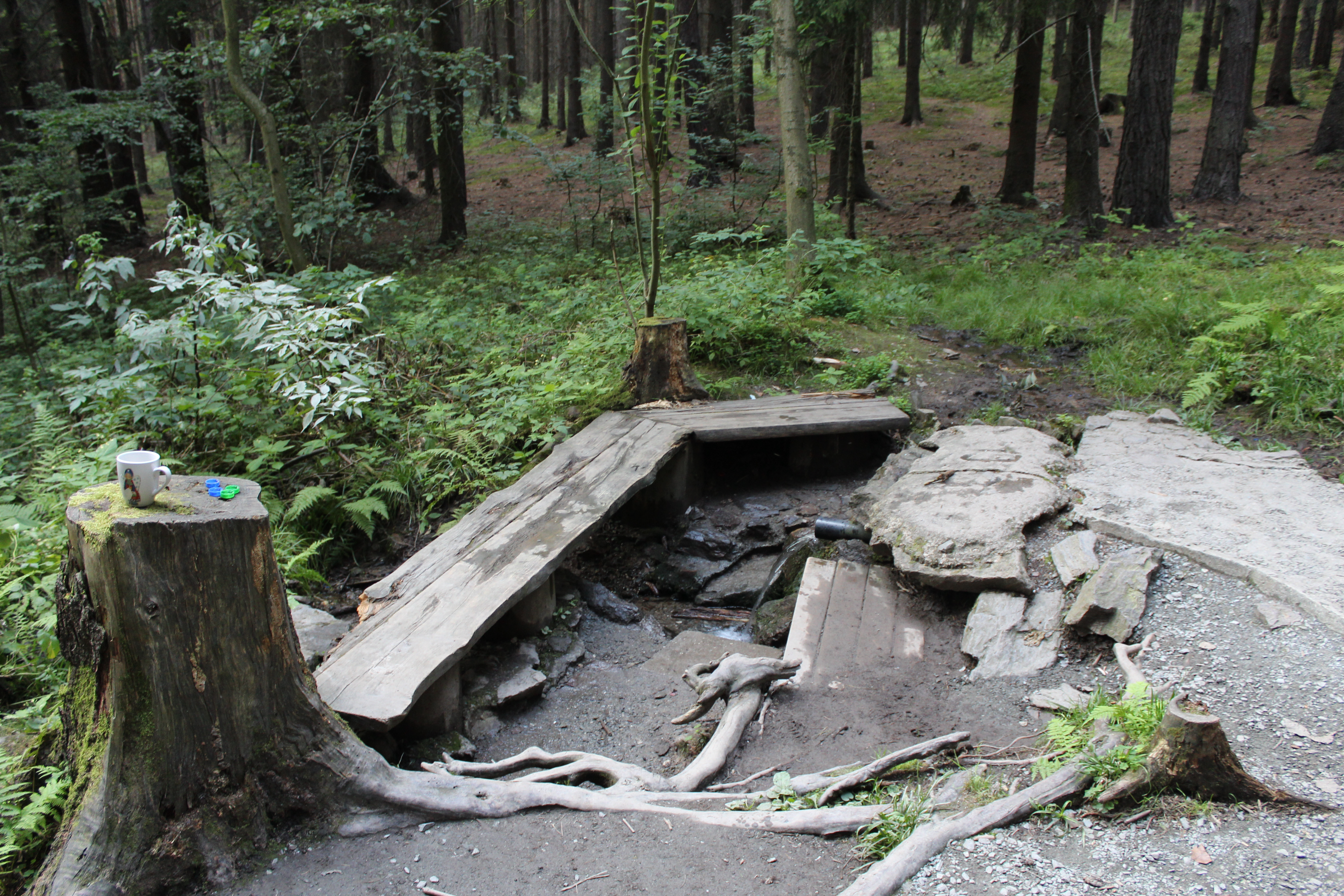
Studánka Kokotsko

### Související článek
- Kokotsko